# Фредерік Кортні Селус
Фредерік Кортні Селус (англ. Frederick Courteney Selous; 31 грудня 1851 — 4 січня 1917) — британський мандрівник, військовий, мисливець. Його пригоди надихнули Генрі Райдера Гаґґарда на створення образу Аллана Квотермейна. Старший брат орнітолога та письменника Едмунда Селуса.

## Раннє життя та дослідження

### Дитинство і юність
Фредерік Селус народився 31 грудня 1851 року в Ріджентс-парку в Лондоні, він був одним із п'яти синів в аристократичній сім'ї французького гугенотського походження. Його батько Фредерік Лоукс Слус (1802—1898) був президентом Лондонської фондової біржі, його мати Енн Голгейт Шерборн (1827—1913) — поетесою. У нього було три сестри: Флоренс (1850-?), Енні Беррімен (1853-?), Сібіл Джейн (1862-?) та брат Едмунд (1857—1934), який згодом став орнітологом.
У школі Селус захоплювався природничими науками і збирав колекції пташиних яєць та метеликів. 15 січня 1867 року він пережив трагедію в Ріджентс-парку, коли на місцевому озері, де каталися на ковзанах сотні людей, тріснув лід, і в результаті загинуло 40 людей. Селус зумів доповзти по льоду, що ламається, до берега.
Навчався у школі Брюса Кастла у Тоттенхемі, потім у школі Регбі у Ворикширі, а також у Німеччині та Австрії і готувався стати лікарем, як хотіли батьки. Захоплення природничими науками призвело до рішення вивчати диких тварин у природних місцях проживання. Його надихнули африканські дослідники та мисливці, зокрема Девід Лівінгстон та Вільям Чарльз Болдуїн.

### Африканські дослідження
Селус приїхав до Південної Африки, коли йому було 19 років. Від Мису Доброї Надії він вирушив до Матабеле, якого досяг на початку 1872 року і де отримав дозвіл від вождя племені ндебеле Лобенгули полювати у всіх його володіннях. До 1890 року, з невеликими перервами для поїздок в Англію, Селус досліджував маловідомі тоді райони на півночі Трансваалю і на півдні басейну річки Конго, полюючи на слонів і збираючи екземпляри тварин для музеїв та приватних колекцій. Завдяки його подорожам було отримано багато нової інформації про територію, що входить до складу Зімбабве. Він проводив етнографічні дослідження, і у всіх своїх мандрах підтримував добрі стосунки з місцевими племенами, у тому числі з тими, що раніше не бачили білої людини.
У 1890 році Селус на прохання Сесіля Родса вступив на службу до Британської Південно-Африканської компанії, працюючи провідником для експедиції в Матабалеленд. Два з половиною місяці Селус вів колону, яка збудувала 400 миль дороги через ліси, гори та болота. Потім вирушив на схід, на територію племені маньїка, щоб підготувати його перехід під британський контроль. Виїхав до Англії у грудні 1892 року і був нагороджений медаллю Королівського географічного товариства за свої дослідження, які узагальнив у статті «Двадцять років у Замбезі».

## Військова кар'єра

### Родезія та Перша світова війна
Селус повернувся до Африки, щоб взяти участь у війні проти племені матабеле (1893), і був поранений під час наступу на Булавайо. Після війни він приїхав до Англії, де одружився, а в березні 1896 з дружиною оселився в маєтку в Матабелеленді. У тому ж році почалася друга війна з матабеле, в якій він також взяв участь як голова загонів, сформованих поселенцями Булавайо. Тут же служили розвідник та мандрівник Фредерік Рассел Бернхем та майбутній засновник скаутського руху Роберт Баден-Павелл. Селус опублікував звіт про кампанію під назвою «Сонце та буря у Родезії».
Під час Першої світової війни Селус брав участь у боях в Східній Африці у складі 25-го батальйону королівських стрільців та у 1916 році був нагороджений орденом « За видатні заслуги».

### Смерть
4 січня 1917 року Селус брав участь у боях на берегах річки Руфіджі в Танзанії проти німецької колоніальної армії. Того ранку він прокрався вперед, на розвідку. Він підняв голову, щоб з'ясувати розташування противника за допомогою бінокля, і був застрелений німецьким снайпером. Після цього верховний головнокомандувач німецької колоніальної армії генерал фон Леттов-Форбек, відомий як «Лев Африки», випустив ноту, вибачаючись за «неблагородну смерть», яку прийняв Селус від рук німецького солдата.
Селус був похований під тамариндом, поруч із місцем своєї загибелі. На могилі було встановлено простий камінь із висіченими словами: «Капітан Ф. К. Селус, кавалер ордена „За видатні заслуги“, 25-й батальйон королівських стрільців, убитий 4. 1. 17». Рівно через рік після смерті Селуса, 4 січня 1918 року, у бою з німецькою армією у Франції загинув його син льотчик Фредерік Брюс Газерлі.

## Селус як мисливець та натураліст

### Мисливець
У юності Селус полював у Пруссії та Австрії. У 1871 році він вирішив заробляти життя полюванням на слонів і протягом наступних двадцяти років був в Африці одним з найуспішніших мисливців за слоновою кісткою.
Селус полював у Європі (Трансільванія, Румунія, 1899; Шотландія, 1894; Сардинія, 1902; Норвегія, 1907), Азії (Туреччина, Персія, Кавказ, 1894—1895, 1897, 1907), Африці де він зібрав зразки всіх середніх і великих африканських ссавців). При цьому він ніколи не полював в Індії, дуже популярній країні у тогочасних спортсменів-мисливців.
У 1909—1910 роках він супроводжував колишнього президента США Теодора Рузвельта у його африканському сафарі. У 1907 році Селус разом із двома офіцерами Британської армії Чарльзом Едвардом Редкліфом та П. Б. Вандербілом заснував Шикар-клуб (індійське слово «шикар» означає мисливство або мисливців), члени якого збиралися в готелі «Савой» у Лондоні. Президентом був граф Лонсдейл. Іншим членом клубу був художник, мандрівник та біограф Селуса Джон Жіль Мілле.

### Натураліст
Результатом багатьох подорожей Селуса стало поповнення колекцій музеїв, особливо Музею природознавства у Лондоні. «Колекція Селуса», що зберігається в цьому музеї, містить 524 екземпляри ссавців з трьох континентів, включаючи дев'ятнадцять африканських левів. У 1916 році, під час війни він вечорами ловив метеликів для того ж музею. Понад п'ять тисяч екземплярів рослин та тварин було подаровано ним відділу природознавства Британського музею. Його ім'я часто згадується в каталогах таксидерміст Роуленд Ворд. В 1893 він був нагороджений медаллю Королівського географічного товариства за дослідження в Південній Африці.

## Особисте життя

### Поведінка та характер
Селус вирізнявся успіхом у таких видах спорту, як крикет, регбі, плавання та теніс. Він був відомий як добрий вершник, на війні та полюванні часто пересувався на конях. В Африці його знали як «найкращого білого бігуна». Коли йому було майже шістдесят років, він часто проїжджав велосипедом по 100 миль.
Все життя він носив бороду, яка разом з його капелюхом стала помітним атрибутом його зовнішнього вигляду.
Улюбленим напоєм Селуса був чай, іноді він пив шампанське на урочистих обідах та віскі на зустрічах зі старими друзями. Іноді курив люльку.

### Сім'я
У віці сорока двох років Селус поселився у Ворплесдоні в Англії і одружився з двадцятирічною Мері Кетрін Гледіс Медді (1874-?), дочкою священика. Вони народилися двоє синів — Фредерік Газерлі Брюс Селус (1898—1918) і Гарольд Шерборн Селус.
Також Селус мав трьох дітей, народжених африканськими дружинами. Жінка з племені ндебеле з Південної Родезії (нині Зімбабве) народила від нього дочку Магдален Селус (1874). Жінка з племені тсвана з Бечуаналенді (тепер Ботсвана), яка була сестрою вождя Хами III, народила від нього сина Джона Селуса (1900). Жінка з племені маніка зі Східного Зімбабве — сина Фредеріка Фішера. Впливові поселенці змогли зареєструвати народження цих дітей під іншими іменами, щоб захистити їхню репутацію. Фредерік Фішер народився вже після офіційного весілля Селуса і багато років підтримував листування з батьком. Хоча Селус ніколи не визнавав своїх незаконнонароджених дітей, він допоміг їм здобути освіту в Південній Африці та залишив їм значну частку майна в Булавайо та Солсбері (нині Хараре). Тим не менш, передача частини власності в Солсбері була оголошена такою, що не має сили і потім вона була присвоєна колоніальною адміністрацією.

## Селус у мистецтві. Пам'ять
Селус став прототипом Аллана Квотермейна — персонажа романів Генрі Райдера Гаггарда. Селус був персонажем телесеріалів «Хроніки молодого Індіани Джонса» (1992—1993), де його зіграв Пол Фрімен, і «Родс» (1996), де його зіграв Пол Слаболепші.
У 1896 році британський зоолог Вільям Едвард де Вінтон назвав на честь Селуса вид мангуста — Paracynictis selousi. Підвид африканської антилопи ситатунга — Tragelaphus spekii selousi, також його вшановує.
Національний парк Селус на південному сході Танзанії названий на його честь. Відкритий у 1922 році, він займає територію в 44800 км² вздовж річок Кіломберо, Руаха та Руфіджі. У 1982 році парк потрапив до списку Світової спадщини ЮНЕСКО.
На честь Селуса було названо елітну групу родезійського спецназу «Скаути Селуса».

## Книги Селуса
- Hunter's Wanderings in Africa: Bear a Narrative of Nine Years Spent Amongst Game of the Far Interior of South Africa (1881)
- Travel and Adventure in South-East Africa: Bear the Narrative of the Last Eleven Years Spent By the Author on the Zambesi and Its Tributaries; With an Account of the Colonisation of Mashunaland and Progress of Gold Industry in That Country (1893)
- Sunshine & Storm in Rhodesia: Bear a Narrative of Events in Matabeleland Both Before and During the Recent Native Insurrection Up to Date of the Disbandment of Bulawayo Field Force. (1896), ISBN 978-1-60355-059-8
- Sport & Travel East and West (1900)
- Living Animals Of The World; A Popular Natural History With One Thousand Illustrations (1902)
- Newfoundland Guide Book (1905)
- Recent Hunting Trips in British North America (1907)
- African Nature Notes and Reminiscences. Foreword By Theodore Roosevelt (1908)
- Africa's Greatest Hunter: The Lost Writings of Frederick C Selous, Edited by Casada, James A Dr (1998)